# Kei Mikuriya
Kei Mikuriya (jap. 御厨 景 Mikuriya Kei; ur. 29 sierpnia 1977) – japoński piłkarz.

## Kariera klubowa
Od 1996 do 2000 roku występował w klubach Yokohama Marinos i Vegalta Sendai.

## Kariera reprezentacyjna
W 1997 roku Kei Mikuriya zagrał na Mistrzostwach Świata U-20.